# The Lusty Men
The Lusty Men (bra: Paixão de Bravo; prt: Idílio Selvagem) é um filme estadunidense de 1952, do gênero drama, dirigido por Nicholas Ray e estrelado por Susan Hayward e Robert Mitchum.

## A produção
Considerado o melhor faroeste contemporâneo de todos os tempos e melhor filme já feito sobre o mundo dos rodeios, um universo nômade, perigoso e sujo, The Lusty Men é prejudicado apenas pelo final artificial, na opinião de Leonard Maltin.
O título original ("Os Homens Robustos", em português) pode ser visto como uma ironia, de vez que robustas e saudáveis são as mulheres, enquanto os homens, em sua maioria, mostram-se quebrados e abatidos, tanto física quanto psicologicamente, pelas vicissitudes da vida no circuito.
O roteiro, baseado em história publicada na Life, foi escrito por David Dortort, um ex-cowboy de verdade, e Horace McCoy. Os dois passaram meses com a caravana dos peões, para entender seu meio de vida e aprender sua linguagem única.
Este foi o último trabalho da dupla de produtores Jerry Wald e Norman Krasna, os chamados "garotos espertos", para a RKO.
Para Ken Wlaschin, The Lusty Men é um dos dez melhores filmes, tanto de Susan Hayward, quanto de Robert Mitchum.

## Sinopse
Jeff McCloud, campeão dos rodeios aposentado por uma série de acidentes, retorna à cidade natal. Acaba treinador do ambicioso Wes Merritt, que promete dividir os prêmios com ele. Louise, esposa de Wes, só deseja a tranquilidade da vida do lar e não se sente nada feliz com os triunfos do marido. Jeff e ela acabam se envolvendo e Jeff retorna à arena na esperança de bater o arrogante e infantilizado Wes. Mas isso poderá custar-lhe muito caro.

## Elenco
| Ator/Atriz       | Personagem                                    |
| ---------------- | --------------------------------------------- |
| Susan Hayward    | Louise Merritt                                |
| Robert Mitchum   | Jeff McCloud                                  |
| Arthur Kennedy   | Wes Merritt                                   |
| Arthur Hunnicutt | Booker Davis                                  |
| Frank Faylen     | Al Dawson                                     |
| Walter Coy       | Buster Burgess                                |
| Carol Nugent     | Rusty Davis                                   |
| Maria Hart       | Rosemary Maddox                               |
| Lorna Thayer     | Grace Burgess                                 |
| Burt Mustin      | Jeremiah Watrus                               |
| Karen King       | Ginny Logan                                   |
| Jimmie Dodd      | Red Logan                                     |
| Eleanor Todd     | Babs                                          |
| Bob Reeves       | Oficial do rodeio (não creditado)             |
| Lane Chandler    | Anunciante do 4º Rodeio (voz) (não creditado) |

## Literatura
- HYAMS, Jay, The Life and Times of the Western Movie, Nova Iorque: Gallery Books, 1983 (em inglês)
- PERKINS, Victor F., Moments of Choice, in Movies of the Fifties, editado por Ann Lloyd, Londres: Orbis, 1982